# Love You More
Love You More je píseň britské popové skupiny JLS. Píseň pochází z jeho druhého studiového alba Outta This World. Píseň dobyla vrchol britské singlové hitparády. Produkce se ujali producenti Wayne Hector a Toby Gad.

## Hitparáda
| Země           | Umístění |
| -------------- | -------- |
| Velká Británie | 1        |
| Skotsko        | 1        |
| Irsko          | 12       |

| "Only Girl (In the World)" od Rihanna | Anglické #1 hity 21. listopadu 2010 | ' |